# Citroën C-Cactus
El Citroën C-Cactus és un prototip que va debutar el 2007
al Frankfurt Motor Show. El cotxe es diu així pel seu baix consum de recursos, l'ús d'un combustible més econòmic motor dièsel a diferència dels Toyota Prius i contemporanis, igual que la planta de cactus. El C-Cactus és un cotxe "ecològic" amb una línia de conducció HDi híbrid capaç de 69 mpg (3,4 l/100 km) en el cicle combinat i unes emissions de 78 g/km de Plantilla:CO₂.